# Raquetebol nos Jogos Pan-Americanos de 2023 - Qualificação
Abaixo está o sistema de qualificação e os comitês olímpicos nacionais qualificados ao Raquetebol nos Jogos Pan-Americanos de 2023, programado para ser realizado em Santiago, no Chile, de 21 a 26 de outubro de 2023.

## Sistema de qualificação
Um total de 48 atletas irão se qualificar para competirem. Em cada gênero, haverá um total de 24 atletas classificados, com o Campeonato Pan-Americano de 2023 sendo utilizado para determinar os CONs qualificados. O Chile, como país-anfitrião, obteve a cota máxima automaticamente. Os 4 primeiros do Campeonato Pan-Americano (incluindo o Chile) qualificaram 3 atletas no respectivo gênero, enquanto as equipes restantes, 2 atletas.

## Linha do tempo
| Evento                                         | Data                 | Local               |
| ---------------------------------------------- | -------------------- | ------------------- |
| Campeonato Pan-Americano de Raquetebol de 2023 | 1–8 de abril de 2023 | Cidade da Guatemala |

## Sumário de classificação
A alocação final de vagas foi liberada em 26 de maio de 2023. Um total de 11 CON's qualificaram pelo menos um atleta.
| CON                | Masculino | Feminino | Atletas |
| ------------------ | --------- | -------- | ------- |
| ARG Argentina      | 2         | 3        | 5       |
| BOL Bolívia        | 3         | 3        | 6       |
| CAN Canadá         | 2         | 2        | 4       |
| CHI Chile          | 3         | 3        | 6       |
| COL Colômbia       |           | 2        | 2       |
| CRC Costa Rica     | 2         | 2        | 4       |
| CUB Cuba           | 2         |          | 2       |
| ECU Equador        | 2         | 2        | 4       |
| USA Estados Unidos | 3         | 2        | 5       |
| GUA Guatemala      | 2         | 2        | 4       |
| MEX México         | 3         | 3        | 6       |
| Total: 11 CON's    | 3         | 3        | 6       |

## Masculino
| Evento                                         | Atletas por CON | Total | Classificados                                                              |
| ---------------------------------------------- | --------------- | ----- | -------------------------------------------------------------------------- |
| País-sede                                      | 3               | 3     | CHI Chile                                                                  |
| Campeonato Pan-Americano de Raquetebol de 2023 | 3               | 9     | BOL Bolívia MEX México USA Estados Unidos                                  |
| Campeonato Pan-Americano de Raquetebol de 2023 | 2               | 12    | ARG Argentina CRC Costa Rica CAN Canadá ECU Equador GUA Guatemala CUB Cuba |
| TOTAL                                          |                 | 24    |                                                                            |

## Feminino
| Evento                                         | Atletas por CON | Total | Classificados                                                                       |
| ---------------------------------------------- | --------------- | ----- | ----------------------------------------------------------------------------------- |
| País-sede                                      | 3               | 3     | CHI Chile                                                                           |
| Campeonato Pan-Americano de Raquetebol de 2023 | 3               | 9     | MEX México ARG Argentina BOL Bolívia                                                |
| Campeonato Pan-Americano de Raquetebol de 2023 | 2               | 12    | GUA Guatemala USA Estados Unidos COL Colômbia ECU Equador CRC Costa Rica CAN Canadá |
| TOTAL                                          |                 | 24    |                                                                                     |